# Крива на Вивиани
Кривата на Вивиани е пространствена алгебрична крива, която се получава при пресичането на цилиндър със сфера. Кривата е наречена на ученика на Галилей, Винченцо Вивиани, който я е изучавал през 1692 г., макар че преди това кривата е разглеждана и от Жил де Робервал (1666) и от Антоан де Лалубер (1660).

## Уравнения
Нека сферата е зададена с уравнението в декартови координати {\displaystyle x^{2}+y^{2}+z^{2}=4a^{2}\;}, където радиусът ѝ е {\displaystyle 2a}, а центърът ѝ съвпада с координатното начало (0,0,0). Нека цилиндърът е зададен с уравнението {\displaystyle (x-a)^{2}+y^{2}=a^{2}\;} с радиус {\displaystyle a} и центърът му е в точката (a,0,0).
Тогава, при решаване на x и y като функции на z, получаваме:
{\displaystyle x=2a-{\frac {z^{2}}{2a}},y=\pm {\frac {z}{2}}{\sqrt {4-{\frac {z^{2}}{a^{2}}}}}}.
Кривата още се дефинира и с параметричните си уравнения:
{\displaystyle x=a(1+\cos t),y=a\sin t,z=2a\sin \left({\frac {1}{2}}t\right)}
за t ∈ (-2π, 2π).
Тези формули обуславят и трите проекции на кривата върху координатните равнини:
- Върху равнината XY проекцията е окръжност;
- Върху равнината XZ проекцията е сегмент от парабола;
- Върху равнината YZ проекцията е самопресичаща се крива от рода на лемнискатата на Бернули.